# Radio publique africaine
Radio Publique Africaine est une station de radio privée du Burundi fondée en 2000. Tout comme les autres stations privées du pays, elle subit le harcèlement du gouvernement. 
Elle est diffusée en FM (93.7 à Bujumbura, la capitale) ainsi que sur ondes courtes. Elle diffuse en français, kirundi et swahili.

## Histoire
La station est fondée en mars 2000 par Alexis Sinduhije, un journaliste qui voulait en faire la radio des sans-voix. Depuis sa création elle ne cesse d'être harcelée par le gouvernement qui cherche à mettre au pas les stations privées. Le 22 octobre 2001 Alexis Sinduhije est arrêté puis frappé et insulté par la police. 
En 2002 le Commission nationale de la communication (CNC), l'autorité de régulation des médias au Burundi, condamne Radio publique africaine, accusée d'avoir violé le secret-défense pour avoir divulgué des informations sur une opération militaire en préparation contre une rébellion dans la province de Bubanza, ainsi que son nom secret, à la suite de la plainte du ministère burundais de la Défense nationale  du CNC. En août 2002 ses émissions sont suspendues à titre temporaire pour taxes impayées. 
Le 19 février 2003 la maison du fondateur de la station est mitraillée et son veilleur de nuit y trouve la mort. Le 28 mai de la même année Gérard Ngendabanka, procureur général de la République, a accusé Radio publique africaine d'entraver la marche de la justice. Le litige concerne le meurtre de  l'ancien représentant de l'Organisation mondiale de la santé (OMS), l'ivoirien Kassi Manlan. La station prétendait connaître le nom du coupable, mais ne souhaitait pas le révéler. 
Le 16 septembre 2003 elle est suspendue par la CNC pour avoir diffusé le même jour une interview de Pasteur Habimana, porte-parole des Forces nationales de libération, un mouvement burundais rebelle, et ce en violation d'une loi burundaise interdisant la diffusion des propos tenus par des membres des mouvements rebelle. Toutefois, la CNC revient sur sa décision le 20 du même moisSuspendue par la CNC le 14 juillet 2005 sous prétexte de ne pas avoir respecté le pluralisme dans sa façon de couvrir les élections municipales et législatives de juin et juillet 2005, car elle n'avait pas  retransmis en direct les meetings du Front pour la défense de la démocratie au Burundi (FRODEBU), le parti du président. 
La station reprend ses émissions le 21 juillet 2005, puis est fermée le lendemain sur ordre du président burundais, Domitien Ndayizeye. Elle n'est rouverte que le 27 juillet sur ordre de la CNC.  

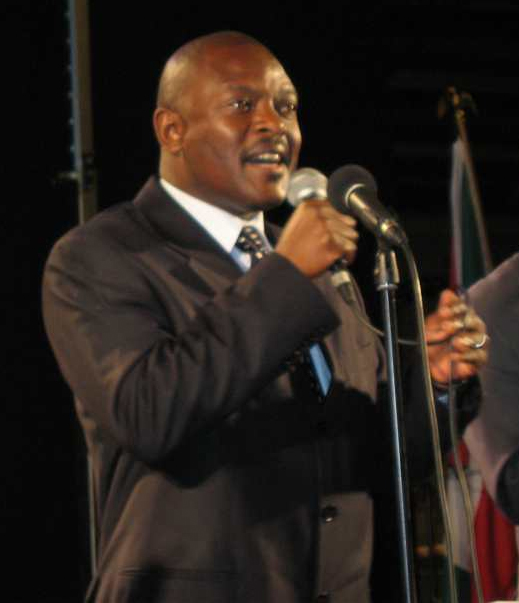
Pierre Nkurunziza

Le nouveau président de la République du Burundi élu le 19 août 2005, Pierre Nkurunziza, se montre très agressif envers les radios privées. Le 18 août 2006 l'antenne de Radio publique africaine située à Ngozi, dans le nord du pays, est fermée par l’Agence de régulation et de contrôle des télécommunications (ARCT) sous prétexte d'avoir dépassé la durée d’exploitation de la fréquence prévue par la licence. 
Le 22 novembre 2006 les journalistes Serge Nibizi et Domitile Kiramvu sont arrêtés pour atteinte à la sûreté de l'État. Ils sont accusés d'avoir  autorisé la diffusion d'information portant atteinte à la sécurité publique et celle de l'État , une accusation faisant suite à une tentative présumée de coup d'État déjouée par le gouvernement dont la réalité n'est pas certaine.  Leur procès débute le 24 novembre et s'achève par leur acquittement le 3 janvier 2007 Ils sont relâchés le 4 janvier 2007.

## Récompenses
- 2004:  Prix international sur la liberté de la presse décerné à Alexis Sinduhije, directeur de la Radio publique africaine, par le Comité pour la protection des journalistes.
- 2016: Prix de la lutte pour  la liberté de la presse en Afrique décerné à Bob Rugurika, directeur de la Radio publique africaine, par la télévision américaine CNN